# Justa poética

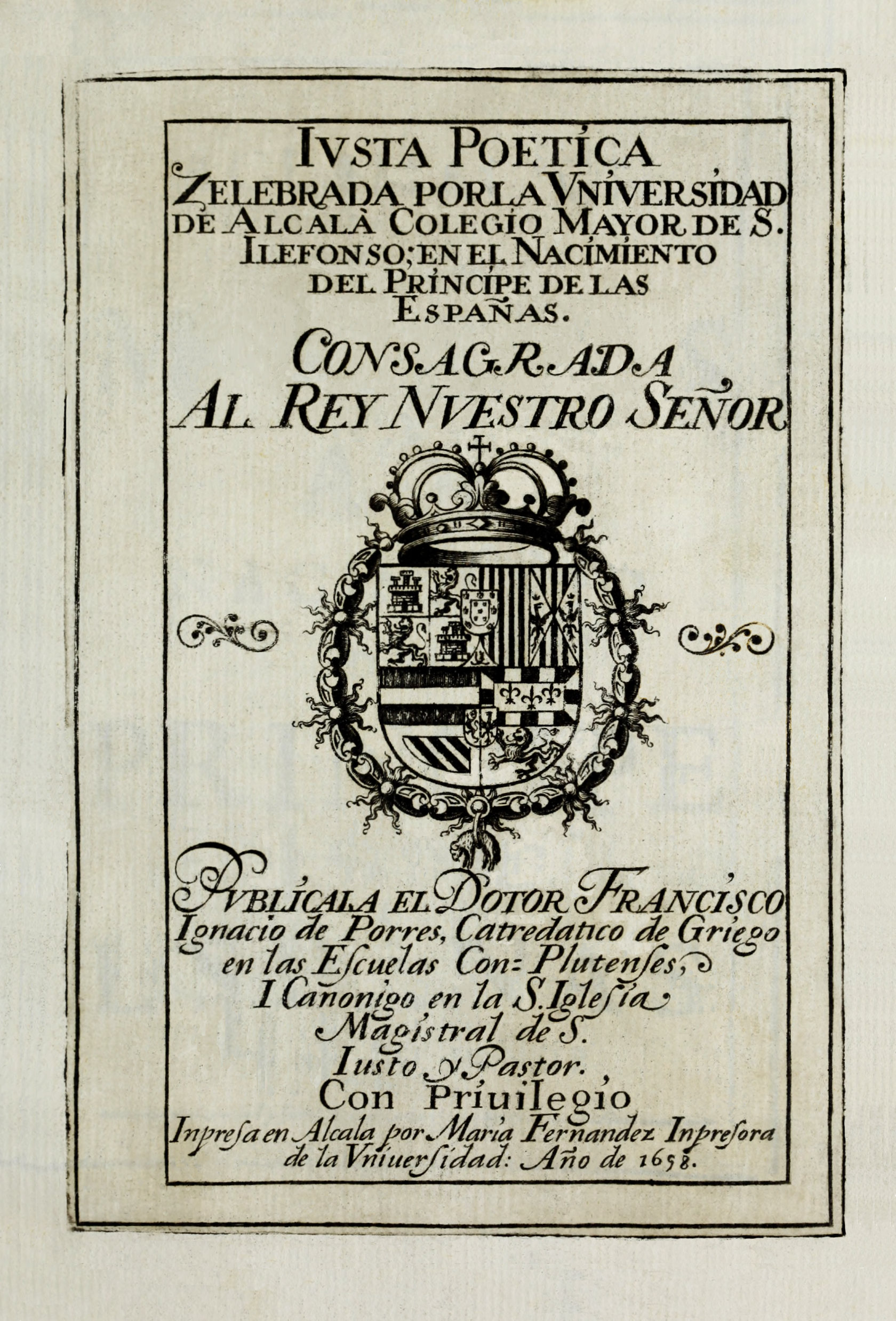
Justa poética celebrada por la Universidad de Alcalá en 1658.

Una justa poética es un encuentro literario, en el que los participantes compiten recitando poemas propios y originales, sobre un tema propuesto previamente.

## Características
Las justas poéticas eran certámenes literarios para conmemorar celebraciones religiosas, efemérides o actos solemnes. Generalmente eran actos públicos, con gran asistencia de espectadores. En España fueron muy populares sobre todo durante el Siglo de Oro.
Creados al estilo de las justas de armas, en los certámenes poéticos los contendientes tenían que mostrar las excelencias de su ingenio componiendo poesías, ajustándose al motivo y reglas del evento artístico. Como en las justas armadas, también en las poéticas había jueces, secretarios y fiscales que determinaban el lugar que debía ocupar la composición de cada uno de los participantes. Estas celebraciones se solían encargar a poetas de mérito o escritores de primer orden, como Lope de Vega, Ruiz de Alarcón, etc.
El escenario consistía en una especie de teatro ostentoso, donde los rapsodas declamaban en audiciones populares. En ese escenario se hacía pública la composición del jurado, del secretario y del presidente. Además, existía la figura del mayordomo, encargado de la organización del acto. Los ganadores recibían premios y reconocimiento por sus poemas, e incluso se llegaban a publicar libros en forma de recopilatorios.

## Ejemplos
- 1558: convocada por el cabildo de la Catedral de Sevilla
- 1605: en Toledo, dedicada a celebrar el nacimiento del futuro rey Felipe IV
- 1608: en Toledo, dedicada a festejar al Santísimo Sacramento
- 1610: en Toledo, dedicada a la beatificación de San Ignacio de Loyola
- 1610: en Sevilla, con motivo de la beatificación de Ignacio de Loyola[2]
- 1614: en Toledo, dedicada a la beatificación de Santa Teresa de Jesús
- 1616: en Toledo, dedicada a la erección de la capilla del Sagrario en la catedral[3]
- 1617: en Calatayud, en defensa de la Pureza de la Inmaculada Concepción de la Virgen Santísima.[4]
- 1620: en Madrid, por la beatificación de su patrón San Isidro.[5]
- 1622: en Madrid, con motivo de la canonización de su patrón y otros cuatro santos: san Ignacio de Loyola, san Francisco Javier, santa Teresa de Jesús y san Felipe Neri.
- 1631: en Talavera de la Reina, en alabanza del Santísimo Sacramento.[1]
- 1658: en Alcalá de Henares, organizada por la Universidad de Alcalá por el nacimiento del príncipe Felipe Próspero de Austria.[6]
- 1660: en Madrid, para festejar la colocación de la imagen de Nuestra Señora de la Soledad, obra de Gaspar Becerra, en su nueva capilla del Convento de la Victoria.
- 1672: en Madrid, para festejar la canonización de San Francisco de Borja, en el Colegio Imperial de la Compañía de Jesús.

## Personajes
Participantes
- Juan Iranzo, poeta español del siglo XVI.
- Agustín Collado del Hierro, médico, poeta y humanista español entre los siglo XVI y XVII
- Juan Osorio de Cepeda, escritor y poeta español entre los siglo XVI y XVII.
- Cosme Gómez Tejada de los Reyes, escritor español del siglo XVII.
- Francisco de Quintana, escritor y sacerdote español del siglo XVII.
- José Figueroa y Córdoba, poeta y dramaturgo español del siglo XVII.

Jueces
- Bernardo Catalá de Valeriola, presidente fundador de la Academia de los Nocturnos en el siglo XVI
- Juan de Quirós,  poeta y humanista español del siglo XVI
- Juan de la Sal y Aguilar, escritor y obispo auxiliar del arzobispado de Sevilla, entre los siglos XVI y XVII
- Jorge Robledo Ortiz, poeta y periodista colombiano del siglo XX.